# Этническая группа
Этни́ческая гру́ппа — многозначный термин, обозначающий различные типы этнических общностей. В русском языке понятие этнической группы разрабатывала Г. В. Старовойтова, которая подчёркивала несводимость этнической группы к нации или народу. Этническая группа предполагает древнее родство, а также «определённую лингвистическую, религиозную и психологическую общность». Так, этническая группа не всегда имеет возможность обеспечить своё самоопределение и возвыситься до нации (курды или иные национальные меньшинства). Равным образом несколько этнических групп могут образовывать один народ (Швейцария).

## Этническая группа как субэтнос
Наиболее распространённые значения термина — субэтническая группа (субэтнос, то есть группа, группа какого-либо этноса, имеющая собственное субэтническое самосознание и самоназвание, наряду с этническим) или территориально-обособленная группа какого-либо этноса, отделившаяся от основного массива в результате миграционных процессов или других событий, но сохраняющая своё первичное этническое самосознание. К таковым этническим группам относят абхазских негров, венгерских ясов, трансильванских саксов или мадьярабов.

## Этническая группа как этнос
Редко встречается понимание термина как синоним этноса или народа. Так к этническим группам могут относить немцев, русских и татар.

## Этническая группа как группа этносов
В редких случаях термин «этническая группа» применялся в значении «группа этносов», родственных по происхождению или каким-либо параметрам культуры, но в последнее время в этом смысле более широко употребляется понятие «метаэтническая общность».

## Признаки этнической группы
В зарубежной социальной антропологии считается, что этническая группа — это группа людей, которые идентифицируют себя друг с другом на основе общих атрибутов, которые отличают их от других групп. Эти атрибуты могут включать в себя общие традиции, идею происхождения, язык, историю и религию.